# Сублиматор
Сублиматор (лиофилизатор) — оборудование для сублимации(лиофилизации) различных продуктов.
Первые сублимационные машины были изобретены в 1905 году, изначальное их название «химические насосы». 
Основные части сублимационной машины:
1. Сублимационная камера
2. Вакуумный насос
3. Холодильная машина
4. Десублиматор
5. Система управления

Сублимационное оборудование разделяют на несколько видов:
1. Бытовое сублимационное оборудование
2. Опытно-лабораторное сублимационное оборудование
3. Промышленное сублимационное оборудование
4. Медицинское сублимационное оборудование

История создания сублиматоров в России
Первые сублимационные установки (сублиматоры) разработаны К.Е. Долиновым в Институте эпидемиологии и микробиологии имени Н.Ф. Гамалеи и применяли в СССР с 1949 г. для высушивания дозированных в ампулы биопрепаратов (жидких вакцин, сывороток, диагностических препаратов и др.). Этими установками, изготовленными в десятках экземпляров, оснащали цеха сублимационной сушки предприятий по производству средств для профилактики и лечения сельскохозяйственных животных. Их отличали простота конструкции, высокая надежность, удобство в эксплуатации, а также возможность изготовления в условиях механических цехов биофабрик. Сублиматоры изготавливали двух размеров. Большую установку оборудовали сушильной камерой с четырьмя барабанами для размещения около 5000 ампул. В сушильной камере малой установки диаметром 450 мм и высотой 730 мм помещалось около 2000 ампул, распределенных в трех барабанах.
Первое в стране крупное промышленное производство сублимированных пищевых продуктов организовали в г. Ростове-на-Дону на консервном заводе «Смычка» . Весь комплекс работ по проектированию и изготовлению оборудования выполнены начиная с 1950 года под руководством Алексея Васильевича Лыкова. Уже в 1955 году на этом заводе начали масштабное производство сублимированного мяса и мясного фарша, рыбы, фруктов и овощей. В состав цеха входили шесть сублимационных установок периодического действия производительностью до 140 кг сырья за цикл сушки каждая. По совокупности технических параметров на том этапе цех являлся крупнейшим не только в нашей стране, но и в Европе. Сушильные камеры имели общую аммиачную систему холодоснабжения и систему десублимации водяных паров – четыре горизонтальных выносных десублиматора, а также общую систему вакуумирования. Из отчетных документов известно, что цеховая себестоимость одного килограмма сублимированного говяжьего мяса в 1957 году составляла 14 руб. Предприятия сопоставимой производительности и технического уровня в те годы были только в США.
В период с 1963 по 1965 г.г. разработана и изготовлена опытно-промышленная вакуумная сублимационная установка ОПВСУ-01 с загрузкой по сырью 100 кг. Данная установка имела квадратный корпус, встроенный десублиматор и радиационный энергоподвод. Готовое изделие введено в строй на Ленинградском мясокомбинате, где на нем сублимировали мясо для полярных экспедиций. Эту сублимационную установку используют по настоящее время.
В те же годы по инициативе сотрудников холодильника №1 в г. Таллине спроектировали и изготовили небольшую сублимационную установку, которая имела квадратную сушильную камеру и площадь рабочей сушильной поверхности 5 м2, радиационный энергоподвод к объекту сушки. Данную установку использовали для сушки творога, мороженого, первых и вторых блюд, предназначенных в том числе и для питания космонавтов и полярников. Её эксплуатацию осуществляли порядка пятнадцати лет.
В 1970 г. спроектирован, изготовлен и введен в эксплуатацию цех сублимационной сушки в составе мясоконсервного комбината белорусского города Орша. Основой производства являлась сублимационная установка периодического действия СУ-3.0. Работы по ее созданию начались в 1960-е годы, в них на различных стадиях принимали участие специалисты Минского СКБ «Продмаш», Одесского СКБ «Пищепромавтоматика». Изготовление основных узлов и сборка установки в целом осуществлена на Минском машиностроительном заводе «Продмаш». В конечном варианте вакуумная сублимационная установка СУ-3.0 представляла собой цилиндрический корпус диаметром 2,2 м и длиной 8,2 м. Площадь загрузки составляла 110 м2, что обеспечивало производительность по сырью 1 т за цикл сушки. Установку успешно эксплуатировали до конца 1990-х годов. Основной продукцией цеха являлся мясной шрот из высококачественного сырья. Сухой продукт расфасовывали в небольшие пакеты из многослойной металлизированной пленки. По совокупности технических решений и экономических показателей эта установка соответствовала лучшим зарубежным изделиям того периода.
В мае 1970 года приказом Минмясомолпрома СССР создана межотраслевая лаборатории сублимационной сушки. Сотрудники лаборатории в 1969–1971 гг. спроектировали и изготовили сублимационную установку непрерывного действия СУНД-1М, где сушили дисперсные частицы-гранулы на движущихся внутри цилиндрического корпуса двух транспортерных лентах. Энергоподвод к объектам сушки осуществляли с использованием СВЧ поля, а также от инфракрасных излучателей. Для изучения и оптимизации процессов подготовки сырья к сушке сотрудниками межотраслевой лаборатории разработаны и изготовлены разнообразные по принципу действия устройства для замораживания жидких и пастообразных материалов в виде дисперсных частиц. Исследования по замораживанию, диспергированию и последующей сушке легли в основу исходных требований и технических предложений для крупных сублимационных установок, в том числе непрерывного действия. В 1977 году спроектирован опытно-промышленный стенд, который имел общую площадь рабочих сушильных поверхностей 8 м2, встроенный десублиматор, систему управления и контроля. Стенд позволял моделировать и испытывать различные системы энергоподвода и программы управления ими в ручном и автоматическом режимах, исследовать процессы десублимации водяных паров и регенерации десублиматора. Созданы технологии сушки и выработаны опытно-промышленные партии сублимированного эндокринно-ферментного сырья – желчи, поджелудочной железы, гипофиза, стекловидного тела и т.д.
В 1980–1990-е гг. спроектирован, выполнен авторский надзор за изготовлением и введен в эксплуатацию параметрический ряд сушилок серии СВП-40/40. Эти установки периодического действия с площадью рабочей поверхности 40 м2 имели сушильную камеру кубической формы, крышки на торцах с одной или с двух сторон. Всего изготовлено двенадцать комплектов. Из них четыре установки эксплуатировались с 1984 г. в составе сушильного комплекса КБСВ-1000 на сыркомбинате в белорусском г. Слуцке. Объектами сушки являлся творог и творог с фруктовыми пюре. Цех работал до середины 2000-х годов.
В 1970-е годы также создан цех сублимационной сушки на Кишиневском консервном комбинате. Были разработаны исходные требования и технические предложения к конструкциям сублимационных установок для сушки фруктов и овощей. На этой базе в Кишиневском проектном институте пищевой промышленности разрабатывали конструкторскую документацию на установки, обозначенные как МСС-100, МСС-200 и УСС-250. Цифры соответствуют производительности, кг сырья/цикл сушки. Сушке подвергали огромный ассортимент фруктов, ягод и овощей, пюре и соков из них и из смесей этого сырья. Цех работал круглогодично. Готовую продукцию фасовали в виде сухих порошков в металлические банки, она имела длительные (обычно не менее двух лет) сроки хранения, обладала исключительно высокими органолептическими характеристиками. Потребителями практически всех готовых сублимированных вкусностей являлись армия и флот.
В 1965 году в Московском технологическом институте молочной и мясной промышленности (в настоящее время Московский государственный университет пищевых производств) создана межотраслевая лаборатория сублимационной сушки. 
В настоящее время лаборатория сублимационной сушки продолжает свою работу. Исследования проводят с использованием оригинального оборудования, сублиматора СВП-0,36, позволяющего создавать широкий ассортимент сублимированных фруктов, ягод, кисломолочных продуктов, мясных продуктов и т.д. 